# Arthez-de-Béarn
 Arthez-de-Béarn es una población y comuna francesa, en la región de Aquitania, departamento de Pirineos Atlánticos, en el distrito de Pau y cantón de Arthez-de-Béarn.

## Población
| 1 400 | 1 417 | 1 770 | 1 340 | 1 731 | 1 650 | 1 742 | 1 692 | 1 600 | 1 536 | 1 467 | 1 427 | 1 409 | 1 374 | 1 408 | 1 384 | 1 213 | 1 245 | 1 274 | 1 217 | 1 120 | 1 048 | 1 037 | 953 | 968 | 881 | 1 218 | 1 399 | 1 529 | 1 546 | 1 640 | 1 579 | 1 616 |
| Para los censos de 1962 a 1999 la población legal corresponde a la población sin duplicidades (Fuente: INSEE [Consultar]) |       |       |       |       |       |       |       |       |       |       |       |       |       |       |       |       |       |       |       |       |       |       |     |     |     |       |       |       |       |       |       |       |

## Algunas imágenes

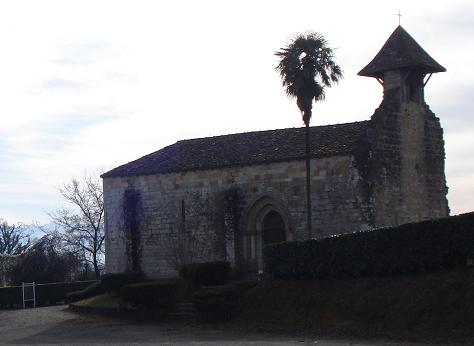
Capilla de Caubin.
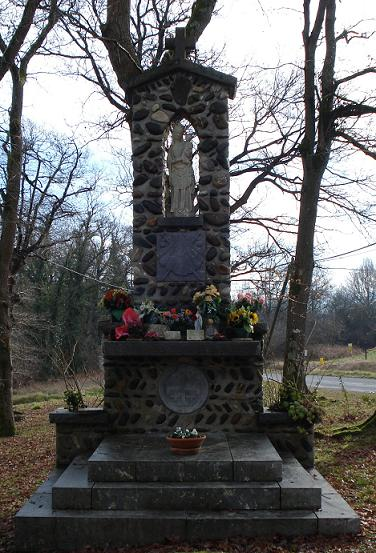
Oratorio de Caubin.
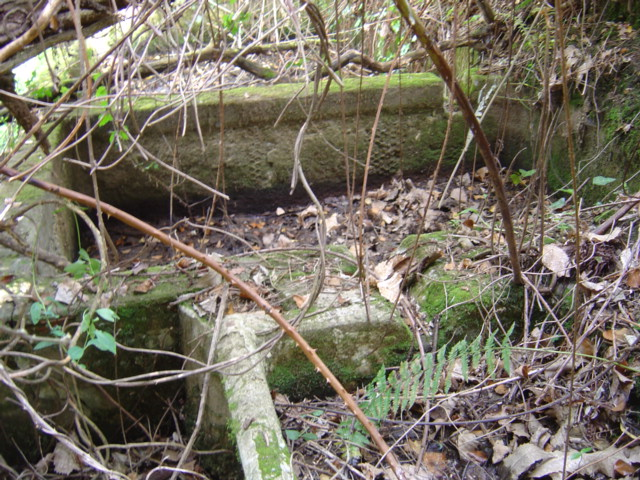
Los lavaderos de la Houn de Caubin.

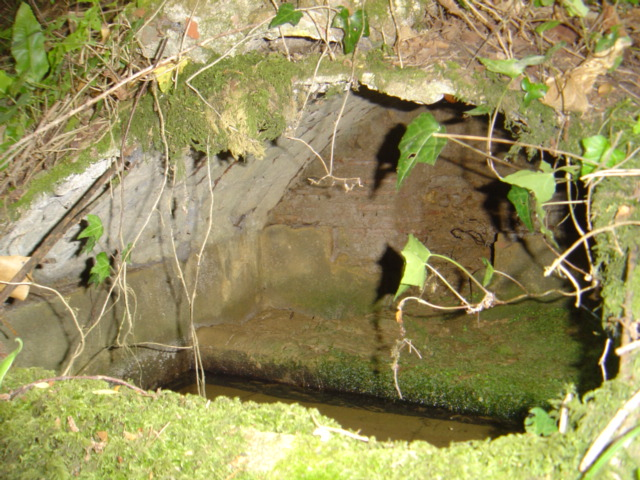
Depósito de la Houn de Caubin.
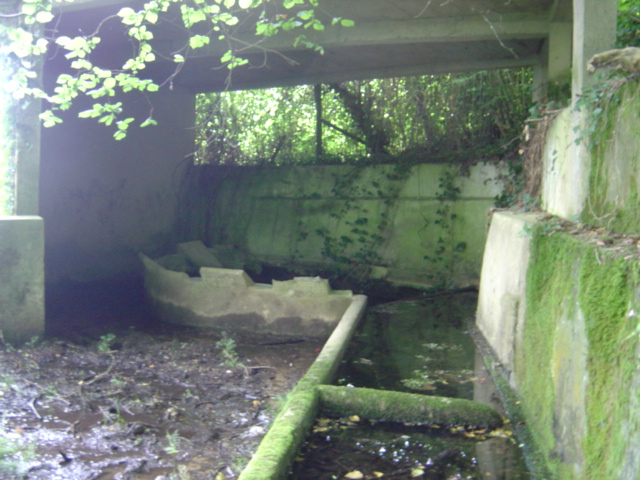
Lavadero circular de la Houn de Hau.
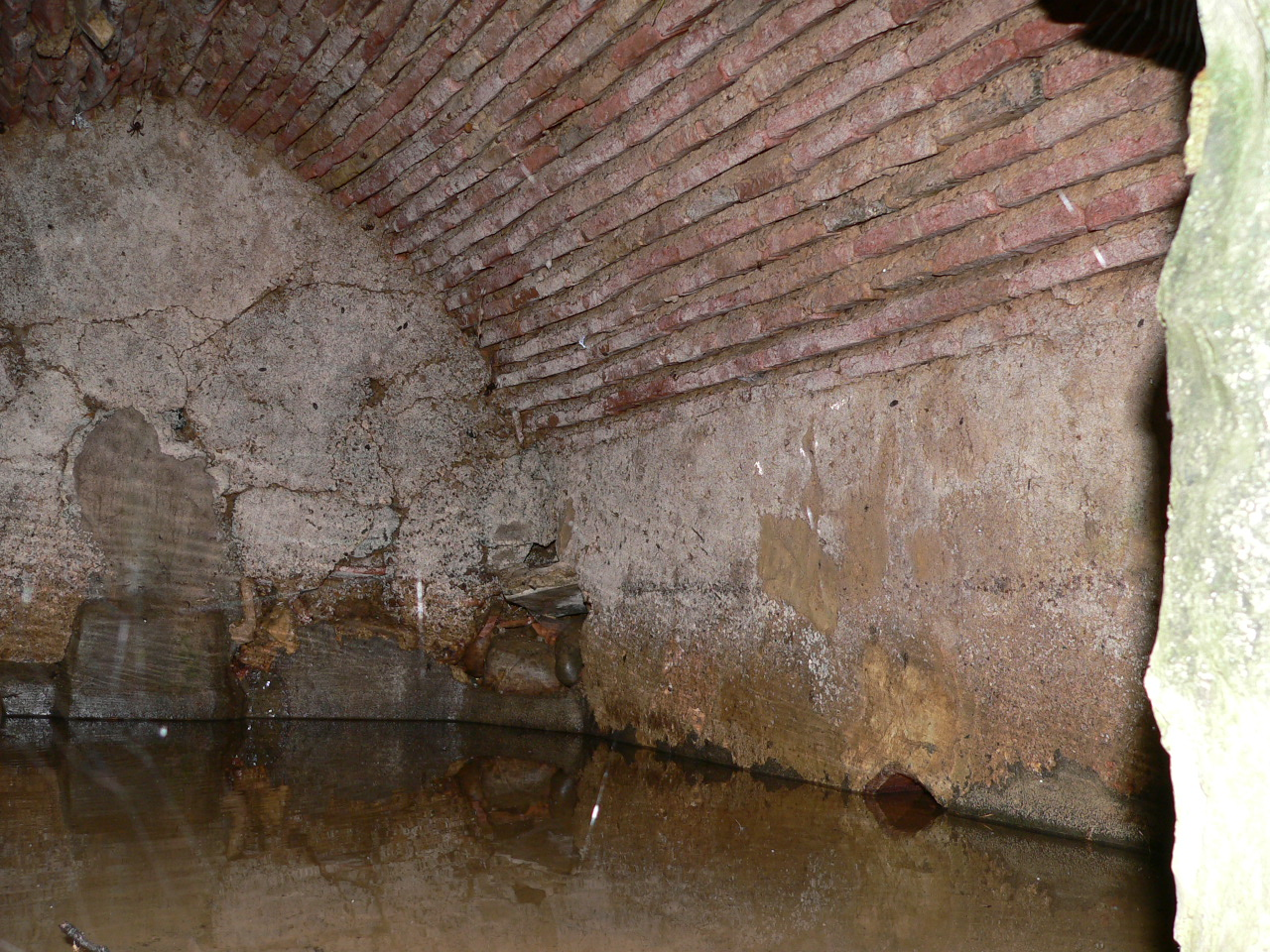
Depósito de la Houn de Grôsse.

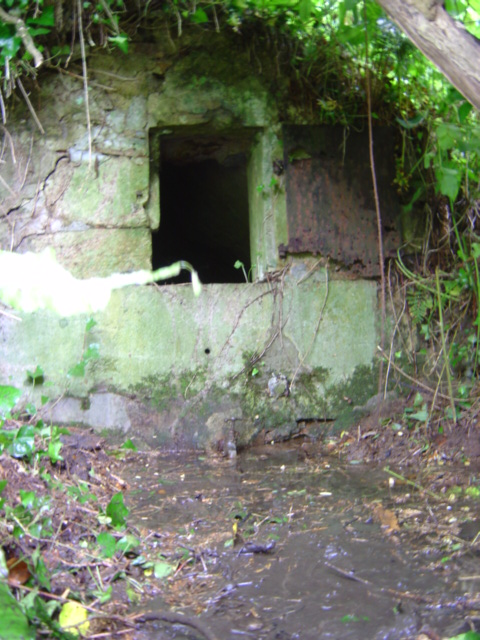
Fachada y grifo de la Houn de Arget.
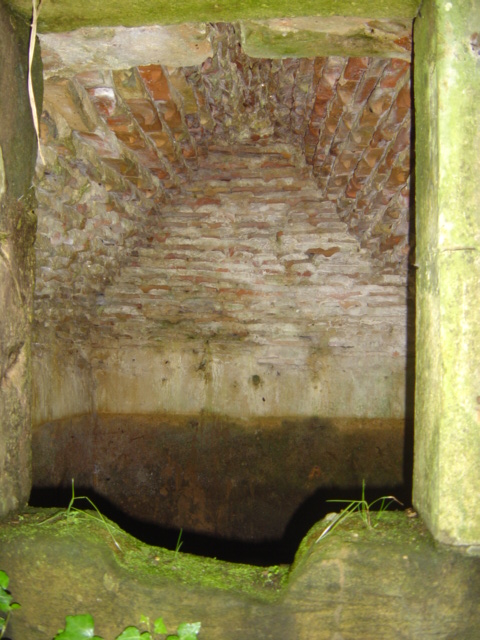
Depósito de la Houn de Pau.

## Ciudades hermanadas
- Bogen, Alemania
- Biescas, España
- Olite, España